# Iron Man 2
Iron Man 2 este un film american cu super-eroi din 2010, bazat pe personajul din Marvel Comics Iron Man, produs de Marvel Studios și distribuit de Paramount Pictures. Filmul este un sequel al celui din 2008 Iron Man, fiind al doilea din trilogia Iron Man și totodată al treilea din Marvel Cinematic Universe (MCU).
Regizat de Jon Favreau după un scenariu de Justin Theroux, filmul îi are în rolurile principale pe Robert Downey, Jr., Gwyneth Paltrow, Don Cheadle, Scarlett Johansson, Sam Rockwell, Mickey Rourke și Samuel L. Jackson.

## Acțiune
În Rusia, apar reportaje referitoare dezvăluirea de către Tony Stark a identității sale ca Iron Man. Ivan Vanko, al cărui tată Anton Vanko tocmai a murit, vede acest lucru și începe să construiască un reactor cu arc în miniatură asemănător cu cel al lui Stark. Șase luni mai târziu, Stark este un superstar și își folosește costumul de Iron Man pentru motive pașnice, rezistând presiunii guvernului de a-și vinde schemele. El reînnoiește Stark Expo pentru a continua moștenirea tatălui său, Howard Stark.
Miezul de paladiu din reactorul cu arc care îl ține pe Stark în viață și îi alimentează costumul îl otrăvește încet, iar el nu poate găsi un înlocuitor. Din ce în ce mai nesăbuit și nemulțumit de moartea sa iminentă și alegand să nu spună nimănui despre starea lui, Stark o numește pe asistenta sa Pepper Potts CEO al Stark Industries, și o angajează pe Natalie Rushman să o înlocuiască ca asistentă. 
Stark concurează în Monaco Historic Grand Prix, unde este atacat în mijlocul cursei de Vanko, care are biciuri electrice. Stark își pune armura Mark V și îl învinge pe Vanko, dar costumul este grav afectat. Vanko își explică intenția sa de a demonstra lumii că Iron Man nu este invincibil. Impresionat de performanța lui Vanko, rivalul lui Stark, Justin Hammer, înscenează moartea lui Vanko, în timp ce oamenii lui îl scot din închisoare. Hammer îl roagă să construiască o linie de costume blindate pentru a-l depăși pe Stark. 
În timpul a ceea ce crede că este ultima sa petrecere de aniversare, Stark se îmbată în timp ce poartă costumul Mark IV. Dezgustat, cel mai bun prieten al lui Stark, colonelul James Rhodes, locotenent al Forțelor aeriene din SUA, își pune armura prototip a lui Stark, Mark II, și încearcă să-l oprească. Lupta se termină într-un impas, astfel că Rhodes confiscă armura Mark II pentru Forțele Aeriene S.U.A.
Nick Fury, director al S.H.I.E.L.D., se întalnește cu Stark, dezvăluind că  Natalie Rushman este de fapt Agentul Natasha Romanoff și că Howard Stark a fost un fondator al S.H.I.E.L.D. pe care Fury la cunoscut personal. Fury explică faptul că tatăl lui Vanko a inventat împreună cu Howard reactorul cu arc, dar atunci când Anton a încercat să-l vândă pentru profit, Stark l-a deportat. Sovieticii l-au trimis pe Anton la gulag. 
Fury îi dă lui Stark o parte din materialul vechi al tatălui său; un mesaj ascuns în diorama Stark Expo din anul 1974 se dovedește a fi o diagramă a structurii unui element nou. Cu ajutorul inteligenței sale artificiale, J.A.R.V.I.S., Stark o sintetizează. Când află că Vanko este încă în viață, el pune noul element în reactorul său de arc, încheiandu-și dependența de paladiu și găsind soluția pentru problema sa.
La expoziție, Hammer dezvăluie dronele blindate ale lui Vanko, conduse de Rhodes într-o versiune puternic armată a armurii Mark II. Stark sosește în armura lui Mark VI pentru a-l avertiza pe Rhodes, dar Vanko controlează de la distanță atât dronele, cât și armura lui Rhodes și îl atacă pe Iron Man. Hammer este arestat în timp ce Romanoff și garda de corp a lui Stark, Happy Hogan, merg după Vanko la fabrica lui Hammer. Vanko scapă, dar Romanoff îi permite lui Rhodes să controleze din nou armura. Stark și Rhodes îl înfrâng împreună pe Vanko și pe dronele sale. Vanko își explodează armura și dronele într-o ultimă încercare de a scăpa de cei doi, dar nu face altceva decat să se sinucidă.
La o dezbatere, Fury îl informează pe Stark că din cauza personalității sale dificile, S.H.I.E.L.D. intenționează să-l folosească doar ca și consultant. Stark și Rhodes primesc medalii pentru eroismul lor, iar Rhodes devine ajutorul și partenerul oficial al lui Iron Man, numit War Machine. 
Într-o scenă după credite, agentul S.H.I.E.L.D. Phil Coulson raportează descoperirea unui ciocan mare într-un crater într-un deșert din New Mexico.

## Premii
| An   | Premiu                 | Categorie                          | Recipient                                                                      | Rezultat     | Ref.   |
| ---- | ---------------------- | ---------------------------------- | ------------------------------------------------------------------------------ | ------------ | ------ |
| 2010 | Hollywood Film Award   | Visual Effects of the Year         | Iron Man 2                                                                     | Câștigat     | [ 30 ] |
| 2010 | Premiile Satellite     | Best Sound (Mixing & Editing)      | Iron Man 2                                                                     | Nominalizare | [ 31 ] |
| 2010 | Premiile Satellite     | Best Visual Effects                | Iron Man 2                                                                     | Nominalizare | [ 31 ] |
| 2010 | Teen Choice Awards     | Choice Movie: Sci-Fi               | Iron Man 2                                                                     | Nominalizare | [ 32 ] |
| 2010 | Teen Choice Awards     | Choice Movie Actor: Sci-Fi         | Robert Downey Jr.                                                              | Nominalizare | [ 32 ] |
| 2010 | Teen Choice Awards     | Choice Movie Actress: Sci-Fi       | Gwyneth Paltrow                                                                | Nominalizare | [ 32 ] |
| 2010 | Teen Choice Awards     | Choice Movie Actress: Sci-Fi       | Scarlett Johansson                                                             | Nominalizare | [ 32 ] |
| 2010 | Teen Choice Awards     | Choice Movie Villain               | Mickey Rourke                                                                  | Nominalizare | [ 32 ] |
| 2010 | Teen Choice Awards     | Choice Movie Dance                 | Robert Downey Jr.                                                              | Nominalizare | [ 32 ] |
| 2010 | Teen Choice Awards     | Choice Movie Fight/Action Sequence | Don Cheadle și Robert Downey Jr. (Iron Man & War Machine vs The Hammer Drones) | Nominalizare | [ 32 ] |
| 2011 | People's Choice Awards | Favorite Action Movie              | Iron Man 2                                                                     | Câștigat     | [ 33 ] |
| 2011 | People's Choice Awards | Favorite Movie                     | Iron Man 2                                                                     | Nominalizare | [ 33 ] |
| 2011 | People's Choice Awards | Favorite Movie Actor               | Robert Downey Jr.                                                              | Nominalizare | [ 33 ] |
| 2011 | People's Choice Awards | Favorite Action Star               | Robert Downey Jr.                                                              | Nominalizare | [ 33 ] |
| 2011 | People's Choice Awards | Favorite On-Screen Team            | Robert Downey, Jr. and Don Cheadle                                             | Nominalizare | [ 33 ] |
| 2011 | Premiul Oscar          | Best Visual Effects                | Iron Man 2                                                                     | Nominalizare | [ 34 ] |
| 2011 | Premiile Saturn        | Best Science Fiction Film          | Iron Man 2                                                                     | Nominalizare | [ 35 ] |
| 2011 | Premiile Saturn        | Best Actor                         | Robert Downey Jr.                                                              | Nominalizare | [ 35 ] |
| 2011 | Premiile Saturn        | Best Supporting Actress            | Scarlett Johansson                                                             | Nominalizare | [ 35 ] |
| 2011 | Premiile Saturn        | Best Special Effects               | Iron Man 2                                                                     | Nominalizare | [ 35 ] |

## Sequel
După lansarea Iron Man 2, The Walt Disney Studios a fost de acord să-i plătească lui Paramount Pictures cel puțin $115 milioane pentru drepturile de distribuție a Iron Man 3 și The Avengers. Disney, Marvel și Paramount au anunțat pe 3 mai 2013 data lansării filmului Iron Man 3. Shane Black a regizat Iron Man 3, după un scenariu de Drew Pearce. Downey, Paltrow și Cheadle și-au reluat rolurile, în timp ce Ben Kingsley a jucat în rolul lui Mandarin, Guy Pearce l-a jucat pe Aldrich Killian, iar Rebecca Hall a interpretat rolul lui Maya Hansen.